# Eleições legislativas regionais na Madeira em 2007
As eleições legislativas regionais na Madeira em 2007, também designadas eleições para a Assembleia Legislativa da Região Autónoma da Madeira, realizaram-se a 6 de maio e delas resultou a vitória da maioria do Partido Social Democrata (PPD/PSD), liderado por Alberto João Jardim.
A campanha eleitoral para as legislativas regionais na Madeira decorreu de 22 de abril a 4 de maio.

## Histórico
Estas eleições antecipadas resultaram da demissão no dia 19 de fevereiro de 2007 de Alberto João Jardim, em protesto contra a aprovação da Lei das Finanças Regionais pelo governo de José Sócrates. Alberto João Jardim liderava os destinos da Madeira há trinta anos e foi a primeira vez que não levou um mandato até ao fim.
Estas foram as primeiras eleições nas quais se aplicou a nova lei eleitoral para a Assembleia Legislativa Regional da Madeira — a Lei Orgânica 1/2006, de 13 de fevereiro —, a qual reduziu o número de deputados de 68 para 47 e criou um único círculo eleitoral, em vez de haver um círculo eleitoral por município.

## Partidos
Os partidos e coligações que concorreram às eleições para a Assembleia Legislativa da Região Autónoma da Madeira em 2007 foram os seguintes:
| Sigla | Sigla   | Partido/Coligação                    |
| ----- | ------- | ------------------------------------ |
|       | B.E.    | Bloco de Esquerda                    |
|       | CDS–PP  | Partido Popular                      |
|       | MPT     | Partido da Terra                     |
|       | PCP–PEV | CDU – Coligação Democrática Unitária |
|       | PND     | Nova Democracia                      |
|       | PPD/PSD | Partido Social Democrata             |
|       | PS      | Partido Socialista                   |

## Resultados
Resultados regionais apurados pela Comissão Nacional de Eleições.
| Partido                                  | Partido         | Candidato                    | Votos   | Votos (%) | Votos (±) | Assentos | Assentos (%) | Assentos (±) |
| ---------------------------------------- | --------------- | ---------------------------- | ------- | --------- | --------- | -------- | ------------ | ------------ |
|                                          | PPD/PSD         | Alberto João Jardim          | 90 377  | 64,24%    | +10,53%   | 33       | 70,21%       | −11          |
|                                          | PS              | Jacinto Serrão               | 21 692  | 15,42%    | −11,99%   | 7        | 14,89%       | −12          |
|                                          | PCP–PEV(a)      | Edgar Silva                  | 7 650   | 5,44%     | −0,07%    | 2        | 4,26%        | 0            |
|                                          | CDS–PP          | José Manuel Rodrigues        | 7 519   | 5,34%     | −1,7%     | 2        | 4,26%        | 0            |
|                                          | B.E.            | Paulo Martins                | 4 186   | 2,98%     | −0,68%    | 1        | 2,13%        | 0            |
|                                          | MPT             | João Isidoro Gonçalves       | 3 175   | 2,26%     | +2,26%    | 1        | 2,13%        | +1           |
|                                          | PND             | Baltasar Gonçalves de Aguiar | 2 931   | 2,08%     | +2,08%    | 1        | 2,13%        | +1           |
| Totais                                   | Totais          | Totais                       | 137 530 |           |           | 47       |              |              |
| Votos em Branco                          | Votos em Branco | Votos em Branco              | 1 148   | 0,82%     | −0,21%    |          |              |              |
| Votos Nulos                              | Votos Nulos     | Votos Nulos                  | 2 019   | 1,43%     | −0,22%    |          |              |              |
| Participação                             | Participação    | Participação                 | 140 697 | 60,75%    | +0,28%    |          |              |              |
| ↑(a) PCP e PEV concorreram em coligação. |                 |                              |         |           |           |          |              |              |
| Fonte: Comissão Nacional de Eleições     |                 |                              |         |           |           |          |              |              |

### Resultados por concelho
|                 | %       | %    | %       | %      | %    | %   | %   |          |
| Concelhos       | PPD/PSD | PS   | PCP–PEV | CDS–PP | B.E. | MPT | PND | Votantes |
| --------------- | ------- | ---- | ------- | ------ | ---- | --- | --- | -------- |
| Calheta         | 75,1    | 6,2  | 1,9     | 11,7   | 0,8  | 1,0 | 1,3 | 6 894    |
| Câmara de Lobos | 72,6    | 8,0  | 3,9     | 4,6    | 2,2  | 5,5 | 1,2 | 16 671   |
| Funchal         | 59,5    | 15,2 | 8,4     | 5,6    | 4,2  | 2,0 | 2,9 | 60 022   |
| Machico         | 62,8    | 24,8 | 3,0     | 2,9    | 2,2  | 1,5 | 1,1 | 11 526   |
| Ponta do Sol    | 67,3    | 19,6 | 1,5     | 5,7    | 1,8  | 1,2 | 1,3 | 5 098    |
| Porto Moniz     | 67,0    | 24,1 | 0,9     | 3,3    | 0,8  | 1,1 | 0,8 | 2 093    |
| Porto Santo     | 68,1    | 21,6 | 1,6     | 2,8    | 1,2  | 0,9 | 0,8 | 2 791    |
| Ribeira Brava   | 73,4    | 11,5 | 2,3     | 5,5    | 1,8  | 1,4 | 1,3 | 7 293    |
| Santa Cruz      | 61,8    | 17,1 | 5,3     | 5,2    | 3,2  | 2,3 | 2,5 | 19 525   |
| Santana         | 67,7    | 18,1 | 1,7     | 5,0    | 1,6  | 2,4 | 1,1 | 5 233    |
| São Vicente     | 67,8    | 21,3 | 1,2     | 4,1    | 1,3  | 0,9 | 1,2 | 3 575    |
| Total           | 64,2    | 15,4 | 5,4     | 5,3    | 3,0  | 2,3 | 2,1 | 140 967  |

## Análise dos resultados
Este resultado deu uma maior autonomia ao governo de Alberto João Jardim, uma vez que passou a deter mais de dois terços dos deputados, pelo que já não necessitaria de negociar com os partidos da oposição para aprovar leis para as quais essa marca é exigida.
A abstenção foi de 39,25%, ou seja, dos 231 606 eleitores recenseados votaram 140 697.